# Минералсвил (Пенсилванија)
Минералсвил (енгл. Minersville) град је у америчкој савезној држави Пенсилванија.

## Демографија
По попису из 2010. године број становника је 4.397, што је 155 (-3,4%) становника мање него 2000. године.
| Група             | 2000.         | 2010.         |
| Белци             | 4.466 (98,1%) | 4.145 (94,3%) |
| Афроамериканци    | 20 (0,4%)     | 61 (1,4%)     |
| Азијати           | 8 (0,2%)      | 25 (0,6%)     |
| Хиспаноамериканци | 26 (0,6%)     | 108 (2,5%)    |
| Укупно            | 4.552         | 4.397         |